# Добросовісний набувач
Добросовісний набувач — набувач, який не знав і не міг знати, що він придбав майно у особи, яка не мала права це майно відчужувати.
Римське право допускало вилучення майна у добросовісного набувача через віндикаційний позов. Сама можливість віндикації і її послідовного проведення створювало загальну невпевненість в торговому обороті: покупець ніколи не міг бути впевнений в тому, що він став власником. Завжди залишалася можливість, що з'явиться якась особа, яка доведе своє право власності на річ і відбере її собі.